# Fortaleza (microregio)
Fortaleza is een van de 33 microregio's van de Braziliaanse deelstaat Ceará. Zij ligt in de mesoregio Metropolitana de Fortaleza en grenst aan de Atlantische Oceaan in het oosten en noordoosten, de mesoregio Norte Cearense in het westen, zuidwesten en zuidoosten en de microregio Pacajus in het zuiden. De microregio heeft een oppervlakte van ca. 3346 km². Midden 2004 werd het inwoneraantal geschat op 3.132.391.
Negen gemeenten behoren tot deze microregio:
- Aquiraz
- Caucaia
- Eusébio
- Fortaleza
- Guaiúba
- Itaitinga
- Maracanaú
- Maranguape
- Pacatuba

Mesoregio's: Centro-Sul Cearense · Jaguaribe · Metropolitana de Fortaleza · Noroeste Cearense · Norte Cearense · Sertões Cearenses · Sul Cearense

Microregio's: Baixo Curu · Baixo Jaguaribe · Barro · Baturité · Brejo Santo · Canindé · Cariri · Caririaçu · Cascavel · Chapada do Araripe · Chorozinho · Coreaú · Fortaleza · Ibiapaba · Iguatu · Ipu · Itapipoca · Lavras da Mangabeira · Litoral de Aracati · Litoral de Camocim e Acaraú · Médio Curu · Médio Jaguaribe · Meruoca · Pacajus · Santa Quitéria · Serra do Pereiro · Sertão de Crateús · Sertão de Inhamuns · Sertão de Quixeramobim · Sertão de Senador Pompeu · Sobral · Uruburetama · Várzea Alegre